# Qalandar
Qalandar är ett distrikt i Afghanistan. Det ligger i provinsen Khost, i den östra delen av landet, 120 kilometer söder om huvudstaden Kabul.
Distriktet beräknades år 2022 ha cirka 12 000 invånare.